# Constantino Ocha'a Mve Bengobesama
Constantino Ocha'a Mve Bengobesaman (1943-1991), escritor ecuatoguineano de etnia fang.
Fue profesor de Historia en el PREU de Guinea Ecuatorial y ocupó el cargo de asesor bajo el gobierno de Teodoro Obiang, así como otros varios puestos de funcionario en el aparato estatal. Murió en Rusia en 1991, a donde se había trasladado para recibir tratamiento médico.

## Obras
- Tradiciones del pueblo fang (1981)
- Guinea Ecuatorial, polémica y realidad (1985)
- Semblanzas de la Hispanidad (1985)

- Datos: Q8350192